# Brunettia eximia
Brunettia eximia är en tvåvingeart som beskrevs av Duckhouse 1991. Brunettia eximia ingår i släktet Brunettia och familjen fjärilsmyggor. Inga underarter finns listade i Catalogue of Life.